# Gat (Israel)
Gat (coneguda com a Gat dels filisteus) fou una de les cinc ciutats estat filistees al nord-est del país dels filisteus, habitada pels gitites o gittites.
A les cartes de Tell al-Amarna Gat rep el nom de Gimti, i s'esmenta com a rei a Shuwardata, i probablement també a Abdi-Ashirti.
La Bíblia esmenta com a rei de Gat, en temps de David i Salomó, a Akish. La ciutat fou el lloc on vivia Goliat, derrotat per David, i també fou la ciutat d'Ittai que amb 600 soldats va ajudar David en el seu exili d'Absalom; David va fugir a Gat i va servir al seu rei Akish.
El llibre dels reis esmenta Gat com una ciutat ocupada pel rei arameu Hazael de Damasc i les darreres excavacions mostren les restes d'un setge i destrucció al segle ix aC que probablement serien les proves d'aquesta batalla o d'una posterior conquesta pel rei Uzziah (Usies o Azaries) de Juda vers la meitat del segle viii aC (Chron. XXVI 6.). Josefus l'assigna al territori de Dan i diu que Hezekiah (Ezequies) va conquerir les ciutats filistees de Gaza a Gat vers el 700 aC. El seu nom assiri fou Gaimta.
La ciutat va ser habitada més tard però com a lloc secundari o llogaret. Durant les croades es va construir una fortalesa (la Guàrdia blanca) com a part de les fortaleses que protegien Ascaló, però fou ocupada pels aiúbides i va esdevenir una vila àrab conegut per Tell es-Safi que va existir fins al 1948, i després fou anomenat Tel Zafit pels jueus.
Després de suposar-se que era el llogaret de Kuryet al-Gat prop de Beit Jebrin, el lloc de l'antiga ciutat ha estat identificat efectivament com Tell es-Safi (Tel Zafit). S'han trobar nombroses restes i inscripcions entre elles algunes que porten un nom semblant a Goliat, datada vers el segle x aC, que indiquen que aquest tipus de nom estaven en ús a la ciutat però no demostren l'existència de Goliat.